# Nero Wolfe e una figlia in cerca di padre
Nero Wolfe e una figlia in cerca di padre (titolo originale The Father Hunt) è il trentesimo romanzo giallo di Rex Stout con Nero Wolfe protagonista.

## Trama
Amy Denovo, giovane assistente di Lily Rowan, ingaggia Nero Wolfe perché scopra chi è suo padre, o chi fosse. Dopo che sua madre è morta investita da un'auto pirata, infatti, Amy ha ricevuto una scatola contenente più di 250.000 dollari in contanti - ed una lettera di sua madre in cui le spiegava che il denaro proveniva da suo padre. Il mistero dell'identità della madre di Amy si rivela essere arduo quanto quello dell'identità del padre.

## Personaggi principali
- Nero Wolfe: investigatore privato
- Archie Goodwin: suo assistente
- Fritz Brenner: cuoco e maggiordomo
- Saul Panzer, Fred Durkin e Orrie Cather: investigatori privati
- Lon Cohen: giornalista della Gazette
- Lily Rowan: amica di Archie
- Amy Denovo: cliente di Wolfe
- Cyrus M. Jarrett: della Seaboard Bank
- Eugene E. Jarrett: figlio di Cyrus
- Avery Ballou: della Seaboard Bank
- Bertram MacCray: della Seaboard Bank
- Raymond Thorne: produttore televisivo
- Floyd Vance: esperto in pubbliche relazioni
- Dorothy Sebor: donna d'affari
- Cramer: ispettore della Squadra Omicidi
- Purley Stebbins: sergente della Squadra Omicidi

## Edizioni
- Rex Stout, Nero Wolfe e una figlia in cerca di padre, collana Il Giallo Mondadori n.1048, Arnoldo Mondadori Editore, 1969.

- Rex Stout, Nero Wolfe e una figlia in cerca di padre, traduzione di Laura Grimaldi, collana I Classici del Giallo (n. 473), Arnoldo Mondadori Editore, 1985,  p. 184.